# Стрєлков Олександр Іванович
Олекса́ндр Іва́нович Стрелков — український фізик, доктор технічних наук, професор, Заслужений винахідник України.

## Життєпис
Працював у Харківському університеті повітряних сил ім. Івана Кожедуба, кафедра фізики та радіоелектроніки.
Станом на 2014 рік входить до складу редакційної колегії наукового видання «Системи обробки інформації».